# Zajednički arterijski trunkus
Zajednički arterijski trunkus, perzistentni trunkus arteriosus (akronim  TAC od lat. truncus arteriosus communis) je urođena anomalija srca sa jednim velikim arterijskim krvnim sudom koji superponirajući se nad velikim komorskim pregradnim defektom (VSD) izlazi iz baze srca, skuplja plućnu, sistemsku i koronarnu cirkulaciju, a zatim im u daljem toku na različitim nivoima daje ogranke.

## Relevantna anatomija
Anatomski najčešće opisivana segmentna građa srca sa zajedničkim arterijskim trunkusom je pretkomorski situs solitus, levokardija, levostrani luk aorte, atrioventrikularni blok, postojanje fibroznog kontinuiteta između mitralne i trunkalne valvule i najčešće biventrikularno srce. 
Desnostrani aortalni luk se javlja u 20% slučajeva. Trunkalno polazište (trunkalna valvula) izgleda kao jednostruka polumesečasta valvula, koja je sa 60% do 100% lumena premeštena nad desnu komoru. Trunkalna valvula je u pravilu šireg dijametra nego što bi to bila aortalna valvula u zdravom srcu. 
Neke osobe mogu imati opstrukciju ušća plućne valvule, što je ekvivalent plućnoj stenozi. Ponekad, retko jedna ili druga plućna arterija mogu nedostajati, i u tom slučaju je najčešće odsutna leva grana. 
Perzistentni duktus arteriosus je deo kompleksa u tipu koji ide sa hipoplazijom aortalnog luka i koarkacijom aorte ili prekinutim aortalnim lukom. 
Dok se u retkim slučajevima može naći samo jedna koronarna arterija, obično su prisutne obe. Polazište leve koronarne arterije je smešteno pozadi, obično u blizini polazišta plućne arterije, dok je polazište desne koronarne arterije smešteno više napred. Koronarna arterijska distribucije je uglavnom normalna. 

## Epidemiologija
Zajednički arterijski trunkus je retka cijanogena urođena anomalija srca, čija prevalenca iznosi 0,034-0,210 na 1.000 živorođenih.
Kod svih urođenih anomalija srca, nalazi se u 1% do 2,8% slučajeva.

## Klasifikacija
U zavisnosti od načina odvajajnj plućnih ogranaka zasnovana je većina klasifikacijskih sistema zajedničkog arterijskiog trunkusa. 

### Prva klasifikacija
Prva klasifikacija po Collet i Edwards, iz 1949. godine, zasnovana je prema mestu polazišta plućne arterije iz trunkalnog stable, i ima četiri različita tipa:
- Tip 1;
- Tip 2;
- Tip 3,
- Tip 4 .

### Druga klasifikacija
Van Praagh je 1965. godine razvio klasifikaciju koja je uzimala u obzir prisustvo ili odsustvo komorsog pregradnog defekta, prisustvo ili odsustvo aortoplućne pregrede, polazišta plućnog stabla i razvoj aortalnog luka. Prema ovoj klasifikaciji postojala su dva osnovna tipa: 
- tip 1 sa komorsim pregradnim defektom
- tip 2 bez komorsog pregradnog defekta,

Oba tipa su se delila na četiri podtipa, koja su uzimala u obzir ostale parametre. 

### Treća klasifikacija
U novije vrijeme, prema preporuci „Congenital Heart Surgery Nomenclature“, koristi se modifikovana  Van Praagh klasifikacija.   U cilju preglednijeg i jednostavnijeg pristupa (u odnosu na prethodne dve) nastala je ova klasifikacija prilagođena hirurškoj proceni patomorfoloških promena. Prema njoj, TAC se deli na tri kategorije: 
- Tip 1. sa konfluentnom ili skoro konfluentnom pulmonalnom arterijom,
- Tip 2. sa odsustvom jedne pulmonalne arterije i
- Tip 3. sa „prekinutim“ aortalnim lukom ili teškom koarktacijom aorte.[6]

## Klinička slika
Prvi znak TAC koji se ispoljava neposredno nakon rođenja deteta, zbog povišene plućne vaskularne rezistencije, je blaga cijanoza. Sa padom plućne vaskularne rezistencije raste plućni vaskularni protok i razvija se klinička slika bolesti.
Povećan plućni vaskularnog protok, odgovoran je za većinu kliničkih simptoma kod pacijenata sa TAC zbog kongestivnog popuštanja srca;
- tahipnea,
- tahikardija,
- uznemirenost,
- pojačano znojenje,
- brzo zamaranje pri hranjenju,
- zastoj u napredovanju,
- recidivirajuće respiratorne infekcije.

Iako je TAC cijanogena anomalija, cijanoza zbog povišenog plućnog protoka u ranom toku bolesti može da se ne uočava ili da je prisutna u blagom obliku. Međutim bez obzira na oblik cijanoza je obavezan deo kliničke slike neoperisanih pacijenata sa razvijenom plućnom hipertenzijom.

## Dijagnoza
Dijagnoza TAC se postavlja na osnovu fizičkog pregleda, elektrokariografije, radiografije, ehokardiografije, kateterizacije srca i angiografije.

### Fizikalni pregled
Fizikalnim pregledom deteta a sa razvijenom kliničkom slikom auskultatorno se otkriva tahikardija, tahipnea, aktivan prekordijum, hepatomegalija i nabreklost vratnih vena. 
U slučajevima pulmonalne stenoze ili sa razvojem plućne vaskularne obstruktivne bolesti, vodeći znak bolesti je cijanoza. 
Pulsni pritisak je povišen. Ponekad je vidljiva „srčana grba“. Duž leve ivice grudne kosti (sternuma) često je palpira sistolni trill. Palpacijom se može ustanoviti i akcentuiran periferni puls, osim u slučaju prekinutog aortalnog luka, kada je femoralni puls slabo punjen. 
Auskultatorno na srcu je čujan obično normalan prvi ton, uz jednostruk, retko pocepan drugi ton i najčešće grub ejekcioni sistolni šum duž leve ivice grudne kosti. U slučaju trunkalne regurgitacije čujan je i dijastolni šum. 

### Elektrokardiogram
Elektrokardiogram (EKG) u pacijenata sa TAC obično pokazuje normalan sinusni ritam, bez poremećaja provođenja impulsa, i normalnu QRS električnu osovinu. Već nekoliko dana nakon rođenja mogu biti evidentni znaci biventrikularne hipertrofije (6), koja se nađe u oko 45% slučajeva. Znaci hipertrofije desne komore prisutni su u oko 26%, a hipertrofije lijeve komore u 20% pacijenata sa TAC. 

### Radiografija
Radiografski nalaz karakteriše u celinu uvećana srčana senka sa naglašenim vaskularnim crtežom. 
Vrednosti kardiotorakalnog indeksa se kreću od 0,53 do 0,81. 
U oko jedne trećine slučajeva prisutan je desnostrani aortalni luk, a kod starijih pacijenata sa razvijenom plućnom hipertenzijom na radiogramu se registruje dilatacija centralnih plučnih arterija sa smanjenom perifernom plućnom vaskulaturom. 

### Ehokardiografija
Dijagnoza bolesti se najčešče postavlja ehokardiografski. Na ehokardiogramu levi apikalni akustički prozora, presekom u dužoj osi prikzuje dilatiaciju trunkalne valvula koja se superponira nad velikim ventrikularnim septalnim defektom. 
Plućna arterija se ne prikazuje iz uobičajenih preseka. Pažljivim pregledom se može odrediiti glavno stablo plučne arterije ili leva i desna njena grana koja se odvajaju iz trunkusa na različitim nivoima i na različite načine. 
IU suprasternalnom akustičkom prozoru prikazuje se desnostrani ili levostrani aortalni luk. Iz istog akustičkog prozora se dijagnostikuje i prekinut aortalni luk, na koji se uvek posumnja kada se nađe širi dijametar glavnog stabla plučne aorte u odnosu na dijametar aorte. Dopler tehnikom (pulsna, kontinuirana i kolor Dopler) može sepotvrditi postojanje trunkalne stenoze ili trunkalne regurgitacije.

### Katetrizacija srca i angiografija
Katetrizacija srca služi za utvrđivanje sistemske arterijske desturacije kisonikom, koja je obično oko 85%. Povišene vrednosti pritiska do nivoa sistemskog i povišena saturacija kiseonikom se nalaze u desnoj komori. 
Važnost katetrizacije je u definisanju polazišta plućne arterije i njenih grana iz trunkusa. Postojanje bilo koje opstrukcije ovom metodom će biti evidentirano i kvantitativno procenjeno merenjem pritisaka i angigrafski.

## Terapija
Novorođenče sa znacima kongestivnog srčanog popuštanja, kompromitovanim srčanim izbačajem, jasnim znacima koronarne ishemije ili opstrukcijom na nivou luka aorte zahtevaju hitno kardiohirurško lečenje.
Preoperativna stabilizacija simptomatskog novorođenčeta se sastoji od:
- primen mera mehaničke ventilacije,
- inotropne podrške, a u duktus ovisnoj cirkulaciji i
- primene prostaglandina u duktus zavisnoj cirkulacij.

Hirurška korekcija nekomplikovanog TAC podrazumeva:
- odvajanje plućne arterije iz zajedničkog arterijskog trunkusa,
- zatvaranje komorskog spregradnog defekta,
- desne ventrikulotomije i
- umetanje valvularnog „conduit-a“ obično homografta između desne komore i plućne arterije.

Hirurški pristup u kompleksnim slučajevima određuje hemodinamska složenost udružene anomalije.

## Prognoza
Da je rano kardiohirurško lečenje značajno za prognozu bolesti, ukazuje trenutna stopa mortaliteta u dece koja su pravovremeno kardiohirurški lečena, koja se procjenjuje na samo 5-10%.
Višestruke reintervencije, koje podrazumijevaju zamenu „conduit-a“ su nužne u populaciji operisanih pacijenata. Prosečno vreme koje je potrebno za reoperaciju (zamena „conduit-a“) iznosi oko 6 godina. 
Prognoza bolesti u neoperisanih pacijenata je vrlo loša, tako da:
- 50% neoperisanih pacijenata preživi prvi mesec života,

- 30% prva tri meseca života

- 12% neoperisanih doživi prvi rođendan.[2]

## Literatura
- Szczeklik, Andrzej, ур. (2005). Choroby wewnętrzne: Podręcznik multimedialny oparty na zasadach EBM. I. Kraków: Medycyna Praktyczna. ISBN 83-7430-031-0..
- Hieronim Bartel: Embriologia podręcznik dla studentów. Warszawa: PZWL 2002.

## Spoljašnje veze
- „A.D.A.M. Medical Encyclopedia”. from NCBI site. (језик: енглески)
- Truncus arteriosus Архивирано на веб-сајту  (14. март 2013) (језик: енглески)

|  | Molimo Vas, obratite pažnju na važno upozorenje u vezi sa temama iz oblasti medicine (zdravlja). |